# Vézeronce-Curtin
Vézeronce-Curtin – miejscowość i gmina we Francji, w regionie Owernia-Rodan-Alpy, w departamencie Isère.
Według danych na rok 1990 gminę zamieszkiwało 1320 osób, a gęstość zaludnienia wynosiła 92 os./km² (wśród 2880 gmin regionu Rodan-Alpy Vézeronce-Curtin plasuje się na 635. miejscu pod względem liczby ludności, natomiast pod względem powierzchni na miejscu 817.).